# Oxira fuscolimbata
Oxira fuscolimbata là một loài bướm đêm trong họ Noctuidae.